# Чарлс Ланъм
Чарлс Т. Ланъм (на англ. – Charles T. Lanham) познат като „Бък“ е американски офицер, генерал-майор, участник във Втората световна война, като командващ на 22-ри пехотен полк на 2-ра армия на генерал Джордж Патън.

## Биография
Роден е на 14 септември 1902 година във Вашингтон, САЩ. Завършва военното училище „Уест Пойнт“ през 1924 година. След няколко различни позиции в армията на САЩ е назначен за командир на 22-ри полк преди десанта в Нормандия. По негов план започва атаката срещу отбранителната линия „Зигфрид“‎, на 14 септември 1944 година.
По време на офанзивата в Нормандия през 1944 година се среща с известния писател Ърнест Хемингуей. За него великият писател казва „Най-хитрият, смел и интелигентен военен командир, който познавам.“
Полковник „Бък“ Ланъм става първообраз на героя полковник Кентуел в романа на Хемингуей „През реката и в дърветата“ (Across the River and Into the Trees).
Умира от рак на 20 юли 1970 година в град Чеви Чейс, Мериленд, на 76-годишна възраст.